# Platon (Paul Kulbusch)
Pour les articles homonymes, voir Platon (homonymie).
Platon, né Paul Kulbusch le 25 juillet 1869 à Pootsi (commune de Tõstamaa, Empire russe, aujourd'hui en Estonie) et mort le 14 janvier 1919 à Tartu, est un évêque orthodoxe et le premier saint orthodoxe d'origine estonienne.

## Biographie
Diplômé du Séminaire de Riga (1890), puis de l'Académie de théologie de Saint-Petersbourg (1894), il devient prêtre de l'église Saint-Isidore à Saint-Petersbourg. Il y suscite la fondation d'une école paroissiale orthodoxe estonienne en 1898, puis en 1900 devient le doyen responsable des congrégations orthodoxes estoniennes de Saint-Petersbourg. Il est archiprêtre en 1905. Favorable au rapprochement entre les anglicans et les orthodoxes, il est pour cela souvent envoyé en Angleterre par le Synode.
En août 1917, il est élu évêque de Reval (aujourd'hui Talinn). Il est consacré le 31 décembre sous le nom de Platon. Il soutient activement les aspirations estoniennes à l'indépendance, mais l'Armée rouge envahit le pays peu après la fin de la Première Guerre mondiale. Le 24 décembre 1918, les Soviétiques s'emparent de Tartu, où se trouve Platon, souffrant d'une pneumonie. Il est arrêté le 2 janvier 1919 avec deux prêtres, Michael Bleive et Nikolai Bezhanitsky. Le 14 janvier, tous trois sont exécutés. 
Platon et les deux prêtres exécutés sont canonisés par l'Église orthodoxe russe en exil en 1982, puis par le patriarche de Constantinople en 2000.